# Mikołaj Górski
Mikołaj Górski (ur. 9 października 1784, zm. 29 grudnia 1855) – duchowny katolicki, pijar.
Święcenia  kapłańskie otrzymał w 1811, od 1820 był kanonikiem kamienieckim i proboszczem parafii
katedralnej w Kamieńcu Podolskim, a w latach 1846–1853 administratorem diecezji kamienieckiej. W czerwcu 1853 został mianowany ordynariuszem kamienieckim.